# Левашов, Валентин Сергеевич
Валенти́н Серге́евич Левашо́в (1915—1994) — советский композитор, хоровой дирижёр, общественный деятель. Народный артист СССР (1985).

## Биография
Валентин Левашов родился 24 июля (6 августа) 1915 года (по другим источникам — в 1918) в Москве, в семье кадрового военного. Вместе с отцом переезжал по разным гарнизонам. В семье много пели, отец играл на гитаре и пел городские романсы, мать — народные песни.
В 1939 году окончил Новосибирское музыкальном училище по классу фортепиано у А. Ф. Штейна, композиции — у М. И. Невитова и К. Н. Нечаева. Дальнейшее образование получил в Ленинградской консерватории им. Н. А. Римского-Корсакова (1945—1946) по классу композиции у В. В. Щербачёва. Большое влияние оказало общение со Г. Свиридовым и В. Соловьёвым-Седым.
С первых дней Великой Отечественной войны руководил армейскими ансамблями песни и пляски, писал песни, хоры, делал обработки народных мелодий. В 1945—1946 годах — художественный руководитель Матросского эстрадного оркестра Ленинградского тыла Военно-Морского Флота СССР, в 1946—1949 — Матросского ансамбля песни и пляски Краснознамённой Амурской флотилии.
В 1949—1952 годах — заведующий музыкальной частью Новосибирской студии хроникально-документальных фильмов (ныне Западно-Сибирская киностудия).
С 1954 года — художественный руководитель Государственного академического Сибирского русского народного хора, с 1962 года — Государственного академического русского народного хора им. М. Е. Пятницкого.
Автор записей и обработок сибирских народных песен. Сотрудничал с поэтами В. М. Пухначёвым, В. Г. Алферовым, В. Ф. Боковым, Л. Н. Кондыревым, Н. Е. Палькиным, М. С. Пляцковским, А. В. Софроновым, А. В. Соболевым, А. И. Пришельцем, В. Г. Харитоновым, В. Щёголевым, С. П. Щипачёвым и др. Ездил в фольклорные экспедиции, собрал множество народных песен и ввёл их в репертуар разных хоровых коллективов («Сронила колечко», «Вот кто-то с горочки спустился»).
Песни композитора исполняли многие известные артисты, среди которых И. Кобзон, А. Григорьев, В. Вуячич, М. Боярский, Э. Хиль, Л. Лещенко, Л. Зыкина, М. Кристалинская, В. Толкунова, А. Герман, К. Шульженко и многие другие.
В течение ряда лет был ведущим телепередачи «Песня далёкая и близкая» (ранее — «Товарищ песня»).
В 1948—1962 годах — ответственный секретарь Сибирского отделения Союза композиторов СССР. На протяжении многих лет был членом правления Всероссийского хорового общества, вице-президентом Общества «СССР-Канада», заместителем председателя Центрального правления Общества советско-корейской дружбы, членом президиума Центрального Дома работников искусств. Постоянно выступал на семинарах руководителей народных хоров, был членом жюри многих конкурсов исполнителей народных песен. Был одним из энтузиастов московских праздников песни, по его инициативе при хоре М. Е. Пятницкого был создан первый в стране детский народный хор.

Могила на Кунцевском кладбище

Умер 5 сентября (по другим источникам — 29 сентября) 1994 года в Москве. Похоронен на Кунцевском кладбище.

## Награды и звания
- Заслуженный деятель искусств РСФСР (1957)
- Народный артист РСФСР (1970)
- Народный артист СССР (1985 — за создание песен на военную тематику : «Это было в 43-м», «Бери шинель, пошли домой»)
- Государственная премия РСФСР имени М. И. Глинки (1971) — за концертные программы «Ленина помнит земля», «Доброе утро, Россия», «Цвети, Россия»[9]
- Орден Трудового Красного Знамени (1967)
- Орден Дружбы народов (1980) — за большую работу по подготовке и проведению Игр XXII Олимпиады[10]
- Серебряная медаль и премия имени А. В. Александрова.

## Сочинения
- Оперетты — «Чистые ключи» (1963), «Ветры весенние» (1964)
- Для солистов, хора и симфонического оркестра — кантата-поэма «Моя Сибирь» (слова В. М. Пухначёва, 1950), «Амурская поэма» (слова А. В. Вольского, 1949)
- Для хора и симфонического оркестра — сюиты: «Колхозные поля» (слова В. Орловской и А. И. Машистова, 1952), «Над широкой Обью» (слова В. М. Пухначёва, 1955), «Широкие степи» (слова В. М. Пухначёва, 1958), «Солнце над Россией» (слова B. М. Пухначёва, 1961)
- Вокально-хореографические сюиты — «Расцветай, земля весенняя» (слова П. М. Градова, 1963), «Здравствуй, Волга» (слова Л. Н. Кондырева, 1971), «Поэма о Москве» (сл. В. М. Пухначёва, 1976)
- Для симфонического оркестра — сюита «Счастливая земля» (1954)
- Для фортепьяно и симфонического оркестра — Концертная фантазия (1950)
- Для оркестра русских народных инструментов — Концертная фантазия (1961), пьесы
- Для фортепьяно — Сюита (1939)
- Для голоса и фортепиано — романсы на слова А. Пушкина, М. Лермонтова, А. Фета, А. Блока, Е. Стюарт.
- Музыка к фильмам и спектаклям драматических театров

### Песни
«Как не любить мне эту землю»
«Серьёзный тракторист»
 «Над широкой Обью»
 «Вдоль села»
 «Ты цвети, Россия»
 «Позови меня, Россия»
 «Соловьи России»
 «Над полями зорька светлая»
 «За околицей»
 «Всё посвящается тебе»
 «Бери шинель, пошли домой»
 «Зажглась звезда далёкая»
 «Степи, степи»
 «Родное Подмосковье»
 «Нет ничего дороже Родины»
 «Сюда тропа не зарастёт»
 «Над Ульяновском вечер ласковый»
 «Журавли летели»
 «У меня одна сестра»
 «О чём задумались поля»
 «Я люблю тебя, город»
 «А Русь останется»
 «Сердце полярника»
 «Солнечный человек»
 «Я с другим ходила»
 «У нас в селе гармонь настроили»
 «Знаю, ты не придёшь»
 «Солдаты, герои мои»
 «Это было в 43-м»
 цикл «Приходи весна» (слова П. М. Градова, В. М. Пухначёва, 1958)

## Фильмография

### Композитор
- 1959 — Ссора в Лукашах
- 1974 — Северная рапсодия
- 1976 — От зари до зари
- 1977 — Журавль в небе (используемая музыка)
- 1979 — Крутое поле
- 1984 — Любовь и голуби